# Hyderabad Football Club 2023-2024
Questa voce raccoglie le informazioni riguardanti l'Hyderabad nelle competizioni ufficiali della stagione 2023-2024.

## Organico

### Rosa
| N. |                       | Ruolo | Calciatore             |
| -- | --------------------- | ----- | ---------------------- |
| 1  | India (bandiera)      | P     | Gurmeet Singh          |
| 2  | Messico (bandiera)    | D     | Oswaldo Alanís         |
| 3  | India (bandiera)      | D     | Mohammed Rafi          |
| 4  | India (bandiera)      | D     | Chinglensana Singh     |
| 5  | India (bandiera)      | C     | Vignesh Dakshinamurthy |
| 6  | India (bandiera)      | D     | Sajad Hussain Parray   |
| 7  | Finlandia (bandiera)  | C     | Petteri Pennanen       |
| 8  | Brasile (bandiera)    | C     | João Victor            |
| 9  | Costa Rica (bandiera) | A     | Jonathan Moya          |
| 10 | India (bandiera)      | C     | Mohammad Yasir         |
| 11 | Brasile (bandiera)    | A     | Felipe Amorim          |
| 12 | India (bandiera)      | A     | Aaren D'Silva          |
| 14 | India (bandiera)      | C     | Sahil Tavora           |
| 18 | India (bandiera)      | C     | Hitesh Sharma          |
| 19 | India (bandiera)      | C     | Makan Chote            |
| 23 | India (bandiera)      | P     | Anuj Kumar             |
| 24 | India (bandiera)      | C     | Lalchhanhima Sailo     |
| 25 | India (bandiera)      | P     | Laxmikant Kattimani    |

| N. |                      | Ruolo | Calciatore           |
| -- | -------------------- | ----- | -------------------- |
| 27 | India (bandiera)     | D     | Nikhil Poojari       |
| 28 | Australia (bandiera) | A     | Joe Knowles          |
| 29 | India (bandiera)     | D     | Nim Dorjee Tamang    |
| 40 | India (bandiera)     | P     | Aman Kumar Sahni     |
| 41 | India (bandiera)     | D     | Manoj Mohammad       |
| 43 | India (bandiera)     | D     | Soyal Joshy          |
| 44 | India (bandiera)     | D     | Alex Saji            |
| 46 | India (bandiera)     | A     | Ramhlunchhunga       |
| 52 | India (bandiera)     | D     | Jeremy Zohminghlua   |
| 54 | India (bandiera)     | C     | Aron Vanlalrinchhana |
| 56 | India (bandiera)     | C     | Abijith PA           |
| 57 | India (bandiera)     | A     | Amon Lepcha          |
| 58 | India (bandiera)     | C     | Cris Sherpa          |
| 59 | India (bandiera)     | D     | Vijay Marandi        |
| 60 | India (bandiera)     | A     | Joseph Sunny         |
| 77 | India (bandiera)     | A     | Abdul Rabeeh         |
| 78 | India (bandiera)     | P     | Aaryan Saroha        |
| 88 | India (bandiera)     | C     | Mark Zothanpuia      |

### Staff tecnico
L'allenatore della prima squadra è Conor Nestor, non disponendo però di una licenza di allenatore professionista non gli è consentito allenare in Indian Super League. Quindi sulla carta il ruolo è affidato a Thangboi Singto, già direttore tecnico del club.
- Thangboi Singto - Allenatore / Direttore tecnico
- Conor Nestor - Vice allenatore
- Shameel Chembakath - Vice allenatore

## Calciomercato
| Acquisti | Acquisti               | Acquisti        | Acquisti      |
| R.       | Nome                   | da              | Modalità      |
| -------- | ---------------------- | --------------- | ------------- |
| P        | Laxmikant Kattimani    |                 |               |
| P        | Aaryan Saroha          | CD Zafranar     | Definitivo    |
| P        | Gurmeet Singh          |                 |               |
| P        | Anuj Kumar             |                 |               |
| P        | Aman Kumar Sahni       |                 |               |
| D        | Paogoumang Singson     | NEROCA          | Fine prestito |
| D        | Amritpal Singh         | Rajasthan Utd   | Fine prestito |
| D        | Sajad Hussain Parray   | Gokulam Kerala  | Fine prestito |
| D        | Alex Saji              | NorthEast Utd   | Fine prestito |
| D        | Chinglensana Singh     |                 |               |
| D        | Nim Dorjee Tamang      |                 |               |
| D        | Manoj Mohammad         |                 |               |
| D        | Soyal Joshy            |                 |               |
| D        | Oswaldo Alanís         |                 | Svincolato    |
| D        | Mohammed Rafi          | Hyderabad B     | Prestito      |
| C        | João Victor            |                 |               |
| C        | Makan Chote            |                 | Svincolato    |
| C        | Vignesh Dakshinamurthy | Mumbai City     | Definitivo    |
| C        | Sweden Fernandes       | NEROCA          | Fine prestito |
| C        | Petteri Pennanen       | Ilves           | Definitivo    |
| C        | Hitesh Sharma          |                 |               |
| C        | Mohammad Yasir         |                 |               |
| C        | Sahil Tavora           |                 |               |
| C        | Nikhil Poojari         |                 |               |
| C        | Mark Zothanpuia        |                 |               |
| C        | Lalchhanhima Sailo     | Aizawl          | Definitivo    |
| A        | Aaren D'Silva          |                 |               |
| A        | Ramhlunchhunga         | Sreenidi Deccan | Fine prestito |
| A        | Jonathan Moya          |                 | Svincolato    |
| A        | Joe Knowles            |                 | Svincolato    |
| A        | Abdul Rabeeh           |                 |               |
| A        | Felipe Amorim          |                 | Svincolato    |

| Cessioni | Cessioni               | Cessioni      | Cessioni      |
| R.       | Nome                   | a             | Modalità      |
| -------- | ---------------------- | ------------- | ------------- |
| P        | Manas Dubey            | Hyderabad B   | Definitivo    |
| P        | Lalbiakhlua Jongte     | Mohammedan    | Definitivo    |
| D        | Akash Mishra           | Mumbai City   | Definitivo    |
| D        | Odei Onaindia          | FC Goa        | Definitivo    |
| D        | Borja Herrera          | East Bengal   | Definitivo    |
| D        | Reagan Singh           | Chennaiyin    | Fine prestito |
| D        | Amritpal Singh         | Rajasthan Utd | Definitivo    |
| D        | Paogoumang Singson     | Hyderabad B   | Definitivo    |
| C        | Joel Chianese          |               | Svincolato    |
| C        | Lalchungnunga Chhangte | Rajasthan Utd | Definitivo    |
| C        | Sweden Fernandes       | Chennaiyin    | Definitivo    |
| A        | Holicharan Narzary     | Bengaluru     | Definitivo    |
| A        | Rohit Danu             | Bengaluru     | Definitivo    |
| A        | Javier Siverio         | East Bengal   | Definitivo    |
| A        | Bartholomew Ogbeche    |               | Svincolato    |

### Mercato invernale
| Acquisti | Acquisti             | Acquisti    | Acquisti   |
| R.       | Nome                 | da          | Modalità   |
| -------- | -------------------- | ----------- | ---------- |
| D        | Vijay Marandi        | Hyderabad B | Definitivo |
| D        | Jeremy Zohminghlua   | Hyderabad B | Definitivo |
| C        | Abijith PA           | Hyderabad B | Definitivo |
| C        | Aron Vanlalrinchhana | Hyderabad B | Definitivo |
| C        | Cris Sherpa          | Hyderabad B | Definitivo |
| A        | Amon Lepcha          | Hyderabad B | Definitivo |
| A        | Joseph Sunny         | Hyderabad B | Definitivo |

| Cessioni | Cessioni               | Cessioni      | Cessioni   |
| R.       | Nome                   | a             | Modalità   |
| -------- | ---------------------- | ------------- | ---------- |
| P        | Anuj Kumar             | Odisha        | Definitivo |
| P        | Gurmeet Singh          | NorthEast Utd | Definitivo |
| D        | Oswaldo Alanís         |               | Svincolato |
| D        | Nim Dorjee Tamang      | FC Goa        | Definitivo |
| D        | Chinglensana Singh     | Bengaluru     | Definitivo |
| D        | Nikhil Poojari         | Bengaluru     | Definitivo |
| C        | Vignesh Dakshinamurthy | Odisha        | Prestito   |
| C        | Mohammad Yasir         | FC Goa        | Prestito   |
| C        | Petteri Pennanen       |               | Svincolato |
| C        | Hitesh Sharma          | Odisha        | Definitivo |
| C        | Sahil Tavora           | Hyderabad     | Prestito   |
| C        | Mohammad Yasir         |               | Svincolato |
| A        | Felipe Amorim          |               | Svincolato |
| A        | Joe Knowles            |               | Svincolato |
| A        | Jonathan Moya          | Alajuelense   | Definitivo |

## Risultati

### Indian Super League
| Arbitro: | Purkayastha A. |

|  |           |                         |
|  | Marcatori | 7’, 30’ Carlos Martínez |

| Arbitro: | Kumar A. |

|                          |           |                  |
| Cleiton Silva 10’, 90+3’ | Marcatori | 8’ Hitesh Sharma |

| Arbitro: | Kundu H. |

|                   |           |  |
| Rei Tachikawa 77’ | Marcatori |  |

| Hyderabad 23 ottobre 2023, ore 16:30 UTC+5:30 4ª giornata | Hyderabad | 0 – 1 referto     | Chennaiyin | GMC Balayogi Stadium |
| \| \| \| \| \| \| Marcatori \| 7’ Connor Shields \|       |           |                   |            |                      |
|                                                           |           |                   |            |                      |
|                                                           | Marcatori | 7’ Connor Shields |            |                      |

| Arbitro: | Mohamed J. |

|                           |           |                   |
| Manoj Mohammad 76’ (A.g.) | Marcatori | 90+6’ (A.g.) Tiri |

| Arbitro: | Venkatesh R. |

|                    |           |                        |
| Mohammad Yasir 35’ | Marcatori | 58’ Ryan Dale Williams |

| Kochi 25 novembre 2023, ore 15:30 UTC+5:30 7ª giornata | Kerala Blasters | 1 – 0 referto | Hyderabad | Jawaharlal Nehru Stadium |
| \| \| \| \| \| Miloš Drinčić 41’ \| Marcatori \| \|    |                 |               |           |                          |
|                                                        |                 |               |           |                          |
| Miloš Drinčić 41’                                      | Marcatori       |               |           |                          |

| Arbitro: | Kumar A. |

|  |           |                                    |
|  | Marcatori | 85’ Brendan Hamill 90+6’ Asish Rai |

| Arbitro: | Mondal P. |

|                             |           |                      |
| Nim Dorjee Tamang 8’ (A.g.) | Marcatori | 44’ Petteri Pennanen |

| Arbitro: | Mohamed J. |

|                                          |           |  |
| Roy Krishna 35’, 90+5’ Mourtada Fall 40’ | Marcatori |  |

| Arbitro: | Banerjee P. |

|  |           |                                                                          |
|  | Marcatori | 1’, 20’, 79’ Daniel Chima 70’ Seiminlen Doungel 74’ (A.g.) Jonathan Moya |

| Hyderabad 17 febbraio 2024, ore 15:00 UTC+5:30 12ª giornata | Hyderabad | 0 – 1 referto     | East Bengal | GMC Balayogi Stadium (1 348 spett.) |
| \| \| \| \| \| \| Marcatori \| 11’ Cleiton Silva \|         |           |                   |             |                                     |
|                                                             |           |                   |             |                                     |
|                                                             | Marcatori | 11’ Cleiton Silva |             |                                     |

| Arbitro: | John C. |

|               |           |                     |
| Juan Mera 82’ | Marcatori | 90+8’ Jonathan Moya |

| Arbitro: | Kundu H. |

|                                        |           |  |
| Anirudh Thapa 12’ Jason Cummings 45+2’ | Marcatori |  |

| Arbitro: | Mondal P. |

|  |           |                                           |
|  | Marcatori | 27’, 75’ Diego Maurício 45+1’ Roy Krishna |

| Arbitro: | Banerjee P. |

|                                 |           |                                        |
| Makan Chote 70’ João Victor 76’ | Marcatori | 32’ Parthib Gogoi 51’ (A.g.) Alex Saji |

| Arbitro: | Mondal P. |

|                                             |           |                    |
| Javi Hernández 71’ Sivasakthi Narayanan 87’ | Marcatori | 80’ Ramhlunchhunga |

| Arbitro: | Mondal P. |

|  |           |                          |
|  | Marcatori | 89’ Sajad Hussain Parray |

| Arbitro: | John C. |

|  |           |                                 |
|  | Marcatori | 45’ Luka Majcen 55’ Madih Talal |

| Arbitro: | Banerjee P. |

|  |           |                                                                          |
|  | Marcatori | 18’ Lallianzuala Chhangte 31’ Mehtab Singh 90’ (Rig.) Jorge Pereyra Díaz |

| Arbitro: | John C. |

|                                                |           |  |
| Noah Sadaoui 47’, 54’, 59’ Carlos Martínez 84’ | Marcatori |  |

| Arbitro: | Nagvenkar T. |

|                 |           |                                                        |
| João Victor 89’ | Marcatori | 34’ Mohammed Aimen 51’ Daisuke Sakai 82’ Nihal Sudeesh |

#### Andamento in campionato
| Giornata  | 1  | 2  | 3  | 4  | 5  | 6  | 7  | 8  | 9  | 10 | 11 | 12 | 13 | 14 | 15 | 16 | 17 | 18 | 19 | 20 | 21 | 22 |
| --------- | -- | -- | -- | -- | -- | -- | -- | -- | -- | -- | -- | -- | -- | -- | -- | -- | -- | -- | -- | -- | -- | -- |
| Luogo     | C  | T  | T  | C  | T  | C  | T  | C  | T  | T  | C  | C  | T  | T  | C  | C  | T  | T  | C  | C  | T  | C  |
| Risultato | P  | P  | P  | P  | N  | N  | P  | P  | N  | P  | P  | P  | N  | P  | P  | N  | P  | V  | P  | P  | P  | P  |
| Posizione | 10 | 10 | 11 | 12 | 12 | 11 | 11 | 12 | 12 | 12 | 12 | 12 | 12 | 12 | 12 | 12 | 12 | 12 | 12 | 12 | 12 | 12 |

Legenda:

Luogo: C = Casa; T = Trasferta. Risultato: V = Vittoria; N = Pareggio; P = Sconfitta.

### Super Cup
| Arbitro: | Kundu H. |

|                                        |           |                                                 |
| Cleiton Silva 33’, 54’ Saúl Crespo 80’ | Marcatori | 45’ Ramhlunchhunga 79’ (Rig.) Nim Dorjee Tamang |

| Bhubaneswar 14 gennaio 2024, ore 09:30 UTC+5:30 2ª giornata                                                  | Mohun Bagan SG | 2 – 1 referto     | Hyderabad | Kalinga Stadium (200 spett.) |
| \| \| \| \| \| Mark Zothanpuia 88’ (A.g.) Dimitri Petratos 90+2’ (Rig.) \| Marcatori \| 7’ Ramhlunchhunga \| |                |                   |           |                              |
| |                |                   |           |                              |
| Mark Zothanpuia 88’ (A.g.) Dimitri Petratos 90+2’ (Rig.)                                                     | Marcatori      | 7’ Ramhlunchhunga |           |                              |

| Bhubaneswar 19 gennaio 2024, ore 09:30 UTC+5:30 3ª giornata                                                                | Hyderabad | 1 – 4 referto                                                            | Sreenidi Deccan | Kalinga Stadium (50 spett.) |
| \| \| \| \| \| Makan Chote 83’ \| Marcatori \| 5’ Ibrahim Sissoko 7’ Eli Sabiá 10’ Lalromawia Lalromawia 36’ Kean Lewis \| |           |                                                                          |                 |                             |
| |           |                                                                          |                 |                             |
| Makan Chote 83’ | Marcatori | 5’ Ibrahim Sissoko 7’ Eli Sabiá 10’ Lalromawia Lalromawia 36’ Kean Lewis |                 |                             |

#### Andamento nel girone
| Giornata  | 1 | 2 | 3 |  |
| --------- | - | - | - |  |
| Luogo     | T | T | C |  |
| Risultato | P | P | P |  |
| Posizione | 3 | 4 | 4 |  |

Legenda:

Luogo: C = Casa; T = Trasferta. Risultato: V = Vittoria; N = Pareggio; P = Sconfitta.

### Durand Cup
| Arbitro: | Crystal John |

|                    |           |                    |
| Himanshu Jangra 6’ | Marcatori | 57’ Ramhlunchhunga |

| Arbitro: | Crystal John |

|                              |           |                                                          |
| Chinglensana Singh 4’ (Rig.) | Marcatori | 6’ (A.g.) Alex Saji 15’ Connor Shields 46’ Jordan Murray |

| Guwahati 22 agosto 2023, ore 11:30 UTC+5:30 3ª giornata       | Hyderabad | 3 – 0 referto | Nepal Army | Stadio atletico Indira Gandhi |
| \| \| \| \| \| Aaren D'Silva 16’, 24’, 69’ \| Marcatori \| \| |           |               |            |                               |
|                                                               |           |               |            |                               |
| Aaren D'Silva 16’, 24’, 69’                                   | Marcatori |               |            |                               |

#### Andamento nel girone
| Giornata  | 1 | 2 | 3 |  |
| --------- | - | - | - |  |
| Luogo     | T | C | C |  |
| Risultato | N | P | V |  |
| Posizione | 3 | 3 | 2 |  |

Legenda:

Luogo: C = Casa; T = Trasferta. Risultato: V = Vittoria; N = Pareggio; P = Sconfitta.